# Biathlon na Zimowych Igrzyskach Olimpijskich 1994 – sztafeta mężczyzn
Biathlonowa sztafeta mężczyzn na Zimowych Igrzyskach Olimpijskich 1994 na dystansie 4 x 7,5 km odbyła się 15 lutego. Była to pierwsza męska konkurencja biathlonowa podczas tych igrzysk. Zawody odbyły się na trasach i stadionie Birkebeineren skistadion, w Lillehammer. Do biegu zostało zgłoszonych 18 reprezentacji. 
Tytuł mistrzów olimpijskich obroniła reprezentacja Niemiec, dla której było to drugie zwycięstwo olimpijskie w historii. Wicemistrzami olimpijskimi zostali Rosjanie, a brązowy medal wywalczyli reprezentanci Francji. 

## Wyniki
| Pozycja | Nr | Reprezentacja                                                                       | Czas                                      | Strzelanie (L+S)    | Strata  |
| ------- | -- | ----------------------------------------------------------------------------------- | ----------------------------------------- | ------------------- | ------- |
| 01 !    | 5  | Niemcy · Ricco Groß · Frank Luck · Mark Kirchner · Sven Fischer                     | 1:30:22,1 22:32,3 22:06,0 22:49,5 22:54,3 | 0 0                 | —       |
| 02 !    | 4  | Rosja · Walerij Kirijenko · Władimir Draczow · Siergiej Tarasow · Siergiej Czepikow | 1:31:23,6 23:34,6 23:14,4 21:54,0 22:40,6 | 0 2 0 1 0 0         | +1:01,5 |
| 03 !    | 2  | Francja · Thierry Dusserre · Patrice Bailly-Salins · Lionel Laurent · Hervé Flandin | 1:32:31,3 23:22,2 22:51,6 23:04,5 23:13,0 | 1 0 0 0 1 0 0 0     | +2:09,2 |
| 4       | 6  | Białoruś · Wiktor Majgurow · Igor Chochriakow · Oleg Ryżenkow · Aleksandr Popow     | 1:32:57,2 23:07,9 23:52,9 22:05,4 23:51,0 | 0 0                 | +2:35,1 |
| 5       | 16 | Finlandia · Erkki Latvala · Harri Eloranta · Timo Seppälä · Vesa Hietalahti         | 1:33:11,9 24:10,5 22:18,3 23:03,1 23:40.0 | 1 0 0 0 1 0         | +2:49,8 |
| 6       | 1  | Włochy · Patrick Favre · Johann Passler · Pieralberto Carrara · Andreas Zingerle    | 1:33:17,3 23:19,0 23:02,3 22:16,7 24:39,3 | 0 5 0 0 0 2 0 0 0 3 | +2:55,2 |
| 7       | 12 | Norwegia · Ole Einar Bjørndalen · Ivar Ulekleiv · Halvard Hanevold · Jon Åge Tyldum | 1:33:32,8 23:50,5 23:00,2 23:44,5 22:57,6 | 0 0                 | +3:10,7 |
| 8       | 14 | Polska · Tomasz Sikora · Jan Ziemianin · Wiesław Ziemianin · Jan Wojtas             | 1:33:49,3 23:11,6 23:45,2 23:39,0 23:13,5 | 0 0                 | +3:27,2 |
| 9       | 10 | Austria · Wolfgang Perner · Ludwig Gredler · Franz Schuler · Martin Pfurtscheller   | 1:34:02,9 23:15,2 23:32,2 23:01,7 24:13,8 | 2 2 0 0 2 1 0 1 0 0 | +3:40,8 |
| 10      | 11 | Słowenia · Uroš Velepec · Jure Velepec · Boštjan Lekan · Janez Ožbolt               | 1:34:19,6 23:37,4 23:59,8 23:34,6 23:07,8 | 0 1 0 0 0 1 0 0     | +3:57,5 |
| 11      | 3  | Szwecja · Per Brandt · Mikael Löfgren · Leif Andersson · Ulf Johansson              | 1:34:38,8 23:54,6 23:58,2 23:43,9 23:02,1 | 0 0                 | +4:16,7 |
| 12      | 17 | Czechy · Petr Garabík · Tomáš Kos · Ivan Masařík · Jiří Holubec                     | 1:35:26,0 24:30,5 24:11,8 23:13,1 23:30,6 | 0 0                 | +5:03,9 |
| 13      | 8  | Estonia · Olaf Mihelson · Urmas Kaldvee · Aivo Udras · Kalju Ojaste                 | 1:35:34,3 24:50,6 23:03,6 24:46,6 22:53,5 | 0 3 0 0 0 3 0 0     | +5:12,2 |
| 14      | 18 | Stany Zjednoczone · Curt Schreiner · David Jarackie · Jon Engen · Duncan Douglas    | 1:35:43,7 23:37,1 23:58,9 24:42,8 23:24,9 | 0 0                 | +5:21,6 |
| 15      | 7  | Ukraina · Witalij Mohyłenko · Taras Dolnyj · Wałentyn Dżyma · Roman Zwonkow         | 1:35:48,0 24:28,5 23:55,1 23:55,8 23:28,6 | 1 3 0 2 1 0 0 1 0 0 | +5:25,9 |
| 16      | 9  | Łotwa · Oļegs Maļuhins · Ilmārs Bricis · Aivars Bogdanovs · Gundars Upenieks        | 1:37:40,5 25:36,5 24:05,0 24:06,7 23:52,3 | 3 1 2 1 1 0 0 0     | +7:18,4 |
| 17      | 13 | Wielka Brytania · Michael Dixon · Ian Woods · Mark Gee · Kenneth Rudd               | 1:39:16,0 24:17,3 24:25,6 26:11,9 24:21,2 | 0 0                 | +8:53,9 |
| 18      | 15 | Słowacja · Pavel Sladek · Pavel Kotraba · Daniel Krčmar · Lukaš Krejči              | 1:40:00,3 25:21,1 24:36,3 25:07,9 24:55,0 | 0 3 0 0 0 1 0 2     | +9:38,2 |